# Domenico Puligo

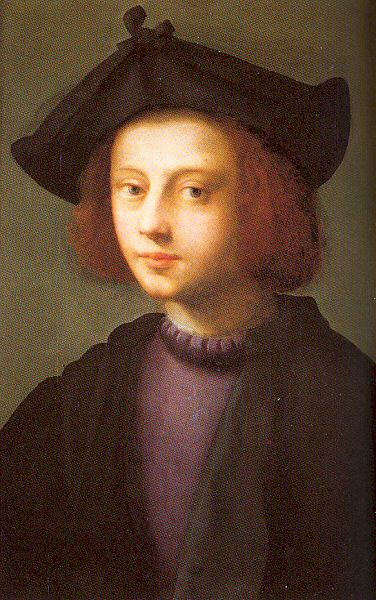
Retrat de Pietro Carnesecchi per Domenico Puligo.

Domenico Puligo (Florència, 1492 – Florència, setembre de 1527), també conegut com a Domenico di Bartolommeo Ubaldini o Domenico Ubaldini, va ser un pintor italià de l'alt Renaixement. Giorgio Vasari va escriure la seua biografia en el seu famós llibre Le Vite de' più eccellenti pittori, scultori, e architettori (Les vides dels més excel·lents pintors, escultors i arquitectes).
Va ser deixeble de Ridolfo Ghirlandaio però va adquirir el seu estil personal gràcies al tracte amb el seu amic Andrea del Sarto, tot i que també va ser influït per Pontormo i Rosso Fiorentino. Entre les seues millors obres cal esmentar la Visió de sant Bernat, políptic sobre taula col·locat sobre un altar, avui dia a la Walters' Gallery de Baltimore. Va ser un destacat retratista, molt sol·licitat pels nobles i els rics mercaders del seu temps.